# Sabra Johnson
Sabra Johnson (født 29 juli 1987) er en amerikansk jazzdanser som vandt dancekonkurrencen So You Think You Can Dance i 2007.
Hun blev født i Nederland, og nu bor i New York City.